# Янг, Альф
Алфред Янг (англ. Alfred Young; 4 ноября 1905 — 30 августа 1977), более известный как Альф Янг (англ. Alf Young) — английский футболист и футбольный тренер. В качестве игрока наиболее известен по выступлениям за клуб «Хаддерсфилд Таун», а также за национальную сборную Англии. Впоследствии был главным тренером нескольких датских и норвежских клубов, а также национальной сборной Дании.

## Клубная карьера
Уроженец Сандерленда, Янг начал футбольную карьеру в командах «Сандерленд Уэст» и «Дарем Сити». В январе 1927 года подписал свой первый профессиональный контракт с клубом «Хаддерсфилд Таун». Янг выступал за «терьеров» в конце 1920-х и все 1930-е годы, был капитаном команды. За это время трижды занимал второе место в чемпионате, также трижды доходил до финала Кубка Англии, но трофеев завоевать не сумел. В общей сложности провёл за «Хаддерсфилд Таун» 309 официальных матчей, в которых забил 6 голов. Его несколько раз пытался подписать лондонский клуб «Тоттенхэм Хотспур», однако безуспешно.
В военное время в качестве гостя играл за «Транмир Роверс» (1941), «Рочдейл» (1944) и футбольную команду Королевских ВВС Великобритании (1942). После окончания войны в ноябре 1945 года стал игроком «Йорк Сити», но уже год спустя завершил карьеру футболиста.

## Карьера в сборной
16 ноября 1932 года дебютировал за национальную сборную Англии в матче против сборной Уэльса, который завершился вничью со счётом 0:0.
Всего провёл за сборную девять матчей.

### Матчи за сборную Англии
| № | Дата            | Стадион                   | Соперник  | Результат | Турнир             |
| - | --------------- | ------------------------- | --------- | --------- | ------------------ |
| 1 | 16 ноября 1932  | «Рейскорс Граунд», Рексем | Уэльс     | 0:0       | Домашний чемпионат |
| 2 | 2 декабря 1936  | «Хайбери», Лондон         | Венгрия   | 6:2       | Товарищеский матч  |
| 3 | 17 апреля 1937  | «Хэмпден Парк», Глазго    | Шотландия | 1:3       | Домашний чемпионат |
| 4 | 14 мая 1937     | «Уллевол», Осло           | Норвегия  | 6:0       | Товарищеский матч  |
| 5 | 17 мая 1937     | «Росунда», Стокгольм      | Швеция    | 4:0       | Товарищеский матч  |
| 6 | 14 мая 1938     | «Олимпийский», Берлин     | Германия  | 6:3       | Товарищеский матч  |
| 7 | 21 мая 1938     | «Хардтурм», Цюрих         | Швейцария | 1:2       | Товарищеский матч  |
| 8 | 26 мая 1938     | «Коломб», Париж           | Франция   | 4:2       | Товарищеский матч  |
| 9 | 22 октября 1938 | «Ниниан Парк», Кардифф    | Уэльс     | 2:4       | Домашний чемпионат |

## Тренерская карьера
После 1946 года тренировал несколько скандинавских команд, включая датские клубы «Кёге» и «Эсбьерг» и норвежский «Бранн». В 1956 году был главным тренером 
национальной сборной Дании, до этого несколько лет работая в её тренерском штабе.
C июля 1948 по май 1952 года работал в тренерском штабе «Хаддерсфилд Таун». Подавал заявку на пост главного тренера «Барнсли», но безуспешно. С декабря 1960 года вновь работал в тренерском штабе «Хаддерсфилд Таун»; с 1964 по июль 1965 года был главным скаутом клуба, после чего вышел на пенсию.

## Достижения
Хаддерсфилд Таун
- Вице-чемпион Первого дивизиона: 1926/27, 1927/28, 1933/34
- Финалист Кубка Англии: 1928, 1930, 1938